# アイヅタカサトカイギュウ
アイヅタカサトカイギュウ（学名：Dusisiren takasatensis）は、福島県の旧高郷村（現喜多方市）から化石が発見された、ドゥシシレン属に属する海牛目ジュゴン科の哺乳類の種。上部中新統にあたる塩坪層上部から化石が産出しており、当該の層準の絶対年代は約8±2 Ma と見積もられている。古沢仁による推定では、後期中新世のトートニアン期からメッシニアン期にかけて生息していた可能性があり、この時代範囲では同じくドゥシシレン属であるヌマタカイギュウやステラーカイギュウ属のサッポロカイギュウと共存したと見られる。

## 特徴と進化
アイヅタカサトカイギュウの形態学的特徴は同じくドゥシシレン属であるヤマガタダイカイギュウと類似する。ただし、歯槽突起の縮小や、頬骨突起の後側の突出部の縮小、また吻部のたわみが穏やかになっている点で、ヤマガタダイカイギュウよりも派生的な特徴を示す。また左右の口蓋骨が接しており、これは同じくドゥシシレン属であるヨルダニカイギュウよりも派生的な特徴である。
北太平洋域に生息していたジュゴン科の哺乳類は、ドゥシシレン属のヨルダニカイギュウからステラーカイギュウ属のケスターカイギュウにかけて、歯を喪失する進化傾向を示す。アイヅタカサトカイギュウはヤマガタダイカイギュウとともに、この過程の過渡期に位置していたとされる。

## 文化的意義

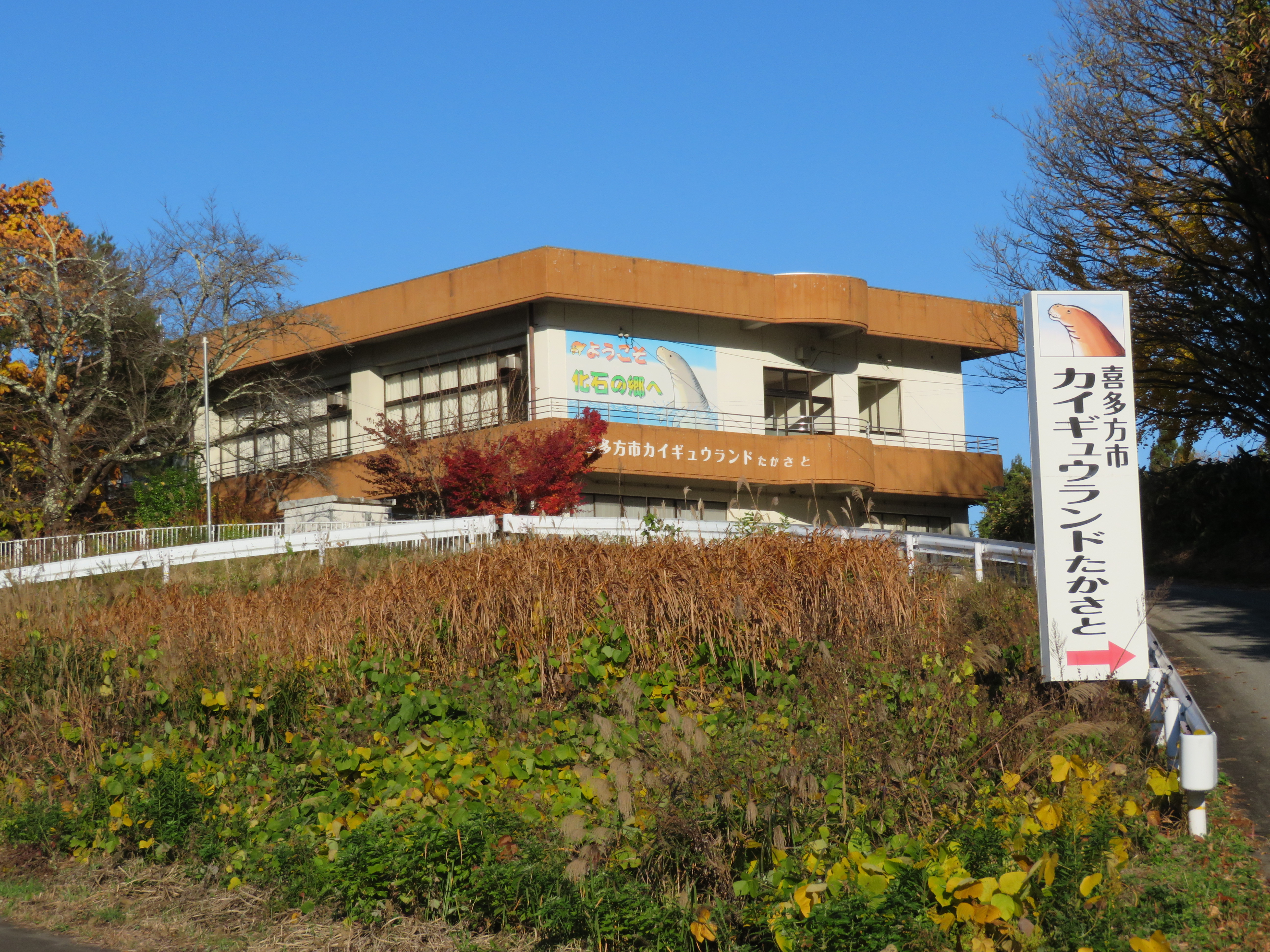
カイギュウランドたかさと

アイヅタカサトカイギュウの化石は頭骨と肩甲骨と前肢とが発見されている。これらの化石は福島県の天然記念物に指定され、同県喜多方市に位置するカイギュウランドたかさとに展示されている。